# Ахмаметьев, Андрей Алексеевич
Андре́й Алексе́евич Ахмаме́тьев (16 [29] марта 1917 года — 9 октября 1968 года) — участник Великой Отечественной войны, заместитель командира эскадрильи 10-го отдельного разведывательного полка 1-й воздушной армии 3-го Белорусского фронта, капитан.
Герой Советского Союза (23.02.1945), подполковник (1952).

## Биография
Родился 16 (29) марта 1917 года в городе Ижевске. Окончил школу ФЗУ, работал ремонтным слесарем на заводе в городе Перми. В 1936 году окончил 2 курса Пермского индустриального рабфака.
В армии с августа 1936 года. В 1940 году окончил Чкаловскую военную авиационную школу лётчиков (ныне — город Оренбург). Служил в строевых частях ВВС (в Московском военном округе). В апреле-июле 1941 — лётчик-инструктор 163-го резервного авиационного полка (Московский военный округ). В июле 1941 — марте 1942 — лётчик-инструктор 3-го запасного авиационного полка (города Астрахань и Элиста). Занимался переучиванием лётчиков на бомбардировщики Пе-2.
Участник Великой Отечественной войны: в апреле 1942 — январе 1943 — лётчик 130-го бомбардировочного авиационного полка; в январе 1943 — мае 1945 — лётчик, командир звена, заместитель командира авиаэскадрильи 10-го отдельного разведывательного авиационного полка. Воевал на Западном и 3-м Белорусском фронтах. Участвовал в освобождении Смоленска, Белоруссии и штурме Кёнигсберга. Совершил 214 боевых вылетов на бомбардировщике Пе-2 на разведку и аэрофотосъёмку оборонительных рубежей, аэродромов и скоплений войск противника.
За мужество и героизм, проявленных в боях, Указом Президиума Верховного Совета СССР от 23 февраля 1945 года капитану Ахмаметьеву Андрею Алексеевичу присвоено звание Героя Советского Союза с вручением ордена Ленина и медали «Золотая Звезда» (№ 6133).
После войны продолжал службу в строевых частях ВВС (в Белорусском военном округе), командовал авиаэскадрильей. В 1950 году был вынужден уйти с лётной работы. Продолжал службу в авиации ПВО наземным штурманом и начальником командного пункта. В 1953 году окончил курсы штурманов пунктов управления. Служил в группе боевого управления Главного командного пункта штаба Ленинградской армии ПВО. С января 1956 года подполковник А. А. Ахмаметьев — в запасе.
Жил в городе Ленинграде (ныне — Санкт-Петербург). Умер 9 октября 1968 года.

## Награды
- Медаль «Золотая Звезда» Героя Советского Союза
- Орден Ленина (1945)
- Три ордена Красного Знамени (1943, 1944, 1945)
- Орден Александра Невского (1944)
- Орден Отечественной войны II степени (1943)
- Два ордена Красной Звезды (1942, 1951)
- Медали, в том числе:
  - Медаль «За победу над Германией в Великой Отечественной войне 1941—1945 гг.»
  - Юбилейная медаль «Двадцать лет Победы в Великой Отечественной войне 1941—1945 гг.»

## Память
- Похоронен на кладбище Памяти жертв 9-го января в Санкт-Петербурге.